# Occupazione Avanzata Frontiera Nord
Occupazione Avanzata Frontiera Nord (italienisch für Vorgeschobene Besetzung Nordgrenze), kurz OAFN,  war ein Großverband des Königlich-Italienischen Heeres. Er bestand von 1917 bis 1919 zum Schutz der italienisch-schweizerischen Grenze.

## Geschichte
Der Verband wurde am 10. März 1917 in Varese aufgestellt. Der Aufstellung war eine Neubewertung der Bedrohungslage an der Grenze zwischen Italien und der Schweiz durch den italienischen Generalstab vorausgegangen. Im Zuge der sogenannten Obersten-Affäre in der Schweizer Armee machten sich im Januar 1916 Stimmen breit, dass das Deutsche Reich Pläne für eine Invasion Italiens unter Verletzung der Schweizer Neutralität vorbereite, worauf die Verteidigungsmaßnahmen an der Grenze intensiviert wurden. Im Juli 1916 wurde Generalleutnant Ettore Mambretti als designierter Kommandeur der 5. Armee vom Chef des Generalstabes Luigi Cadorna mit der Ausarbeitung eines Verteidigungsplanes betraut.
Zu diesem Zweck wurde ein Kommando aus der nach der nach Einstellung der österreichisch-ungarischen Südtiroloffensive aufgelösten 5. Armee aufgestellt. Noch vor der italienischen Kriegserklärung an das Deutsche Reich am 28. August 1916, stellte Mambretti im August einen ersten Plan vor. Für die Besetzung der Verteidigungslinie in unmittelbarer Grenznähe waren vier Armeekorps mit insgesamt zehn Infanterie-, zwei Kavalleriedivisionen und 50 Batterien mittleren Kalibers vorgesehen. Als sich im November 1916 die Anzeichen für eine bevorstehende deutsche Invasion über die Schweiz häuften, ordnete Cadorna sein Heer im darauffolgenden Monat um. Neben der Aufstellung der 6. Armee wurden dabei auch die ersten Schritte zur Neuaufstellung der 5. Armee beschlossen.
Am 1. Januar 1917 wurde der Stab der 5. Armee unter dem Oberbefehl von Generalleutnant Mambretti aufgestellt. In der zweiten Januarhälfte wurden der 5. Armee einige Truppen von der Isonzofront unterstellt, die dort nach Beginn der winterlichen Kampfpause nicht mehr benötigt wurden. Zeitgleich wurde das Kommando Occupazione Avanzata unter dem Befehl von Generalleutnant Francesco Dabala gebildet und der 5. Armee unterstellt. Dem neuen Kommando wurden zunächst die Truppen zugewiesen, die bereits mit dem Bau der Verteidigungsanlagen an der Frontiera Nord beschäftigt waren sowie die im zuständigen Abschnitt stehenden Truppen der 5. Armee. Insgesamt waren dies zwölf Bataillone der 3. Brigade Territorialmiliz, die in reguläre Einheiten des Heeres umgewandelt werden sollten, fünf Marschkompanien der Alpini, vier Skifahrerabteilungen sowie acht Bataillone der Finanzwache. Des Weiteren standen zwölf aus der Front im Nordosten genommene Radfahrbataillone der Bersaglieri zur Verlegung an die Schweizer Grenze zur Verfügung.
Am 8. März 1917 ordnete Cadorna die Aufstellung des OAFN in Form eines Armeekorps an, das mit 10. März seine volle Befehlsgewalt erhielt. Das Hauptquartier des OAFN lag in Varese und der erste Befehlshaber ad interim war Generalleutnant Giacomo Ponzio, zugleich Kommandeur der 58. Infanteriedivision. Dem neuen Verband wurde das Artilleriekommando und das Kommando der Genietruppen der 5. Armee abgestellt, der man unterstellt war. Zudem konnte als Korpsreserve auf die 3. Kavalleriedivision „Lombardia“ und die 4. Kavalleriedivision „Piemonte“ zurückgriffen werden, auch wenn die beiden Kavalleriedivisionen weiterhin dem Oberkommando der Kavallerie unterstanden. In die Zuständigkeitsbereich des OAFN fielen die Grenzabschnitte zwischen dem Aostatal im Westen und dem Fluss Adda im Osten, die auf sechs Sektoren aufgeteilt waren.
Nach der Aufstellung wurde die dem OAFN unterstellte Artillerie aufgestockt und umfasste schließlich 13 Batterien. Aber bereits im April 1917 wurden die ersten dringend benötigten Truppen in Vorbereitung auf die Zehnte Isonzoschlacht abgezogen. Das OAFN beschränkte sich fortan auf die Verbesserung der bereits bestehenden Verteidigungsanlagen und auf die Erstellung von Geländestudien. Bis Anfang Mai waren alle drei Infanterie-Brigaden an die Front verlegt und auch die schwere Artillerie, insgesamt sechs Batterien, abgezogen worden. Als im Juli 1917 der Stab der 5. Armee wieder aufgelöst wurde, unterstanden dem OAFN nur noch einige Batterien Feldartillerie, die Bataillone der Finanzwache, die Skifahrerabteilungen der Alpini und Einheiten der Carabinieri. Weitere Batterien der Feldartillerie wurden in den restlichen Monaten abgezogen. Mit der Auflösung der 5. Armee wurde das OAFN direkt dem Armeeoberkommando unterstellt.
Als Cadorna den in der Ortigaraschlacht erfolglosen Mambretti im August 1917 als neuen Befehlshaber einsetzte, standen dem OAFN keine größeren Kampfverbände mehr zur Verfügung. Nach der verheerenden Niederlage in der Zwölften Isonzoschlacht im Herbst 1917 verlegte sich die Aufmerksamkeit des italienischen Generalstabes vollends auf die neue Verteidigungslinie am Piave und Monte Grappa. Im Oktober 1918 wurde der Stab auf die Größe eines Divisionsstabes verkleinert und am 5. Januar 1919 das OAFN endgültig aufgelöst.

## Befehlshaber
- Tenente Generale Giacomo Ponzio (März – April 1917) (ad interim)
- Tenente Generale Clemente Lequio (April – August 1917)
- Tenente Generale Ettore Mambretti (August 1917 – Mai 1918)
- Maggior Generale Corrado Novelli (Mai 1918 – Januar 1919)

## Unterstellung und Gliederung

### Unterstellung
- März – Juli 1917
  - 5. Armee[14]
- ab Juli 1917 
  - direkt dem Armeeoberkommando unterstellt

### Gliederung
- 10. März 1917
  - 58. Infanterie-Division
    - Inf.-Brigade „Pallanza“ (249., 250. Inf.-Reg.)
    - Inf.-Brigade „Massa Carrara“ (251., 252. Inf.-Reg.)
    - Inf.-Brigade „Tortona“ (257., 258. Inf.-Reg.)

  - 12 Inf.-Bataillone
  - 12 Bersaglieri-Radfahrbataillone
  - 8 Bataillone G.F.
  - 5 Alpini-Marschkompanien
  - 4 Batterien Belagerungsartillerie
  - 53. Telegrafisten-Kompanie
  - 4 Skifahrerabteilungen

Quelle